# Burnus

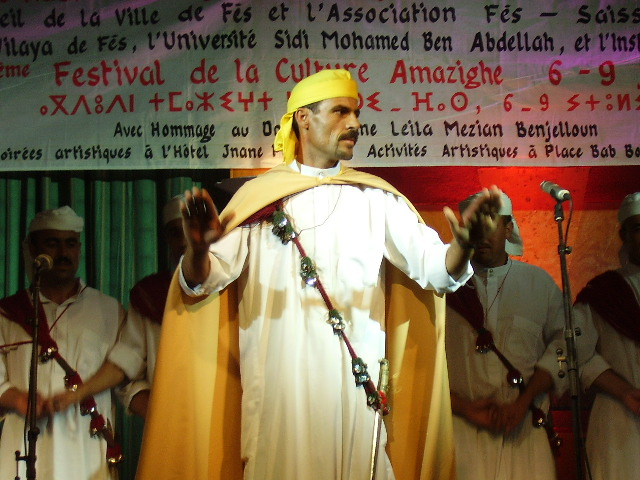
Burnus - framsidan

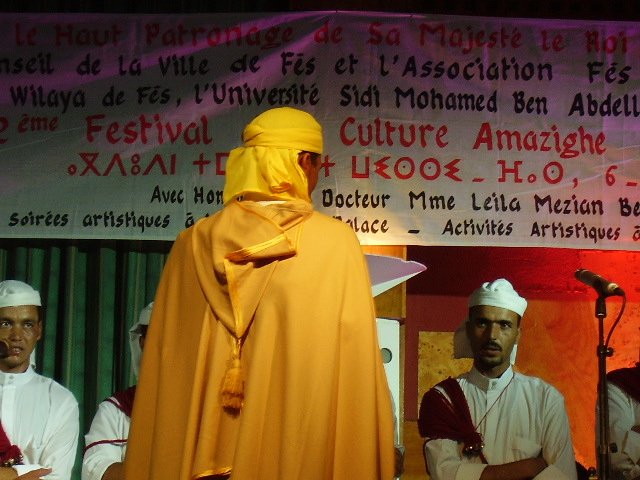
Burnus - bakifrån

En burnus är en kapuschongförsedd mantel som fästs ihop över bröstet. Den används av ursprungligen av berber. Även idag bärs burnusen av  franska spahi regementet.